# Бохемска марка
Бохемската марка (на немски: Böhmische Mark; на латински: marchia bohemica) е средновековно маркграфство на Свещената Римска империя в днешна Долна Австрия.
Бохемската марка е спомената исторически само един път като дарение на един Хадерих през 1055 г. Тя била гранична територия между Бохемия и Източната марка (Marcha orientalis). Маркграф Ернст Смелия (1055–1075) от род Бабенберги присъединява Бохемската марка, Унгарската марка и Остаричи (Марка Австрия) към Долна Австрия.